# 1989 في إيران
فيما يلي قوائم الأحداث التي وقعت خلال عام 1989 في إيران.

## سياسة

### تعيين في المنصب
- 4 يونيو – علي خامنئي المرشد الأعلى للثورة الإسلامية.
- 3 أغسطس – أكبر هاشمي رفسنجاني رئيس الجمهورية الإسلامية الإيرانية.

### انتهاء فترة المنصب
- 3 يونيو – روح الله الخميني المرشد الأعلى للثورة الإسلامية.
- 3 أغسطس – أكبر هاشمي رفسنجاني عضو مجلس الشورى الإسلامي.
- 3 أغسطس – علي خامنئي رئيس الجمهورية الإسلامية الإيرانية.
- 3 أغسطس – مير حسين موسوي رئيس وزراء إيران.

## مواليد

### يناير
- 5 يناير – أحمد أمير كامدار لاعب كرة قدم إيراني.
- 5 يناير – بزمان خوبياري لاعب كرة قدم إيراني.
- 18 يناير – كمال كاميابينيا لاعب كرة قدم إيراني.

### مايو
- 16 مايو – وحيد محمد زاده لاعب كرة قدم إيراني.

### أكتوبر
- 1 أكتوبر – مهدي رجبيان ملحن، وموسيقي.

### ديسمبر
- 8 ديسمبر – بهداد سليمي ربّاع إيراني.
- 27 ديسمبر – سيامك كوروشي لاعب كرة قدم إيراني.

## وفيات

### يناير
- 1 يناير – سيد كامل إمامي (مواليد 1903)
- 17 يناير – بابا مردوخ روحاني (مواليد 1923) معلم إيراني.

### يونيو
- 4 يونيو – روح الله الخميني (مواليد 1902) المرشد الأعلى للثورة الإسلامية في إيران السابق.

### يوليو
- 13 يوليو – عبد الرحمن قاسملو (مواليد 1930) سياسي إيراني.

### أغسطس
- 13 أغسطس – علي سامي الشيرازي (مواليد 1910) عالم آثار إيراني.